# Comethru
Comethru è un singolo del cantante statunitense Jeremy Zucker, pubblicato il 29 gennaio 2019 come primo estratto dal settimo EP Summer, e incluso nel primo album in studio Love Is Not Dying.

## Tracce
Testi e musiche di Jeremy Zucker e Daniel Rakow.
1. Comethru (feat. Bea Miller) – 3:01

## Formazione
- Jeremy Zucker – voce, chitarra, programmazione, produzione
- Joe LaPorta – mastering
- Andrew Maury – missaggio

## Classifiche

### Classifiche settimanali
| Classifica (2020) | Posizione massima |
| ----------------- | ----------------- |
| Corea del Sud     | 59                |

### Classifiche di fine anno
| Classifica (2020) | Posizione |
| ----------------- | --------- |
| Corea del Sud     | 87        |